# Lilla Angsjön, Halland
Lilla Angsjön är en sjö i Falkenbergs kommun i Halland och ingår i Ätrans huvudavrinningsområde. Sjön är 6,9 meter djup, har en yta på 0,0987 kvadratkilometer och är belägen 91,6 meter över havet.

## Delavrinningsområde
Lilla Angsjön ingår i det delavrinningsområde (633462-131022) som SMHI kallar för Vid mätstation Pepparforsen. Medelhöjden är 102 meter över havet och ytan är 17,76 kvadratkilometer. Räknas de 26 avrinningsområdena uppströms in blir den ackumulerade arean 383,07 kvadratkilometer. Högvadsån som avvattnar avrinningsområdet har biflödesordning 2, vilket innebär att vattnet flödar genom totalt 2 vattendrag innan det når havet efter 37 kilometer. Avrinningsområdet består mestadels av skog (77 procent) och jordbruk (11 procent). Avrinningsområdet har 0,26 kvadratkilometer vattenytor vilket ger det en sjöprocent på 1,4 procent. Bebyggelsen i området täcker en yta av 0,25 kvadratkilometer eller 1 procent av avrinningsområdet.